# Roland Hübel
Roland Hübel, född 4 februari 1927 i Bodenbach, Sudetenland, död 6 september 2016 i Halmstad, var en tysk-svensk arkitekt.
Hübel, som var son till officeren Bruno Hübel och Rosa Max, avlade arkitektexamen i Kassel 1948, anställdes hos professor Melchior Wernstedt i Göteborg 1949, bedrev egen arkitektverksamhet i Halmstad från 1950, var arkitekt vid Byggnadsstyrelsen 1962–1963, och stadsarkitekt i Enslövs landskommun från 1964. Han utförde bland annat bostads- och industribyggnader, skol- och andra kommunala byggnader, kyrkobyggnader, kyrkogårdar, kyrkorestaureringar, församlingshem samt ungdomslokaler. Han besökte bostads- och stadsplaneseminariet i Château de la Brévière i Frankrike 1962.